# Braz Brancato
Braz Augusto Aquino Brancato (Alegrete, 1944 – Porto Alegre, 5 de julho de 2008) foi um advogado, historiador, professor e pesquisador brasileiro.

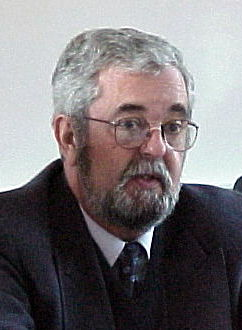

Casado com a também historiadora e professora Sandra Lubisco Brancato. Doutorou-se pela Universidad Complutense  de Madri. Trabalhou como professor e pesquisador na Pontifícia Universidade Católica do Rio Grande do Sul. Notabilizou-se pelos estudos do liberalismo e do constitucionalismo na Península Ibérica no período dito "de las luces" (segunda metade do século XVIII) e do início do século XIX. Atuou como professor convidado em diversas universidades sul-americanas e europeias. Foi consultor e avaliador da CAPES na área de História.